# 補熙
補熙（约1680年代—1753年），佟佳氏，滿洲鑲黃旗人。清朝官员、將軍。

## 生平
祖父為康熙帝舅舅，一等忠勇承恩公、太傅佟國綱，父親則是一等承恩公、領侍衛內大臣鄂倫岱，但其父後因參與九子奪嫡，一等公爵位改由其叔父夸岱一系承襲，補熙則是承襲祖父立功所加授的騎都尉加一雲騎尉（正四品）的爵位。歷任江南提督、漕運總督、綏遠城將軍等要職，乾隆十八年（1753年）過世時，諡號溫僖。《钦定八旗通志：大臣传八》卷142有传。

## 经历

### 滅門之禍
雍正元年（1723年），補熙以蔭生身分，補授從五品的理藩院員外郎。
雍正二年（1724年），調任為兵部員外郎。
雍正四年（1726年），再調刑部員外郎。同年五月，其父原一等公鄂倫岱，因加入八爺黨參與九子奪嫡一事，後又連連抱怨生事，因此被雍正帝連同阿爾松阿一同處斬，而原本大臣們等議奏，要籍沒鄂倫岱之家產。並將其妻子入辛者庫。但雍正念在孝康章皇后和孝懿仁皇后的面子上，放過鄂倫岱的妻子兄弟族眾等，補熙也因此免於此次的滅門之禍，繼續以原官職為朝廷效力。而後補熙又升任為正五品的刑部郎中

### 平步青雲
雍正七年十二月二十一日（1730年2月8日），時任刑部郎中的補熙，因為原任鑲白旗漢軍副都統梁永禧，緣事革職。因此被授為正二品的鑲白旗漢軍副都統。
雍正九年正月十三日（1731年2月19日），補熙以漢軍鑲白旗副都統的身分，署理直隸省的天津總兵官。同年十月二十二日（11月21日），雍正帝諭旨大學士等，他認為沿邊一帶等地，最為緊要，但是向來增設的兵員卻太少了，因此他認為古北口、宣化、大同等三處（1提督、2總兵）應該增設兵丁，至於獨石口以東至山海關，因為屬於內地則是照舊即可；而獨石口以西、至殺虎口一帶的中間重要關隘，則要好好勘查，以確定添兵的多寡及修築邊塞等差事。而後雍正帝便命令御史舒喜、天津總兵補熙、古北口提督路振楊等親自前往探勘。
雍正十年四月二十六日（1732年5月10日），此前被命令暫署河南河北總兵官的補熙，再次以漢軍鑲白旗副都統的身分，署理天津鎮總兵官一職。隨後在同年閏五月二十七日（7月18日），補熙上奏道，在直隸省的各營中皆設有教場，只有通州一營沒有，根據其查明後發現，原來的教場還在城的南門之外，將臺的遺址都尚存，只是因為在順治年間，該地被圈為旗地，因此便讓操練時，隨機挑選一處民間空地來操練，補熙認為如此會大大影響當地農民的莊稼等，因此奏請將該地還給該營，以方便訓練，雍正帝從之。同年末，改為署理宣化鎮總兵官。
雍正十一年（1733年），這一年補熙承襲了來自於祖父一等忠勇承恩公佟國綱在烏蘭布通之戰中殉國所得的騎都尉又一雲騎尉（正四品）的世職，此前的承襲者為補熙的三叔一等公、工部尚書夸岱。
雍正十二年九月七日（1734年10月3日），補熙升任從一品的江南提督。
雍正十三年十一月二十五日（1735年12月28日），江南提督補熙上奏，請求在青邨、柘林、南匯三營各增設一名千總，因原本所設的把總無法應付當地的職務，乾隆帝如其所請，允之。
乾隆元年二月五日（1736年3月16日），乾隆帝令江南提督補熙，署理漕運總督一職。同年六月二十三日（7月31日），乾隆帝令補熙正式改任為漕運總督兼兵部右侍郎。
乾隆二年十二月一日（1738年1月20日），漕運總督補熙因丁憂而解職。三年，补镶白旗蒙古都统。五年，调正蓝旗满洲都统，授绥远城将军。八年，兼管山西提督。十八年，病卒，赐祭葬。
在漕運總督兼兵部侍郎任上，乾隆二年出任《江南通志》（1737）纂修协裁并作序。

## 家庭
- 高祖(追)一等公佟養真（c.1570s-1621），入祀功臣庙。
- 曾祖一等公佟圖賴（1606—1658），从龙入关。
- 祖一等公佟國綱（c.1630s-1690），入祀功臣庙。“佟國綱，鑲黄旗人，佟圗頼之長子也，初由頭等侍衛襲父一等公，旋任内大臣兼都統、議政大臣，……陣亡，加贈騎都尉兼一雲騎尉，賜祭葬,諡忠勇，立碑墓道，雍正元年世宗憲皇帝推恩加贈太傅，崇祀昭忠寺。其長子鄂倫岱承襲一等公，歴任内大臣。……鄂倫岱之長子補熙承襲伊祖佟國綱之騎都尉兼一雲騎尉，現任綏逺城將軍，兼管右衛事務；次子介福現任日講官、起居注、翰林院侍講兼佐領”（据《八旗滿洲氏族通譜》卷20）。胞弟佟國維，領侍衛內大臣。
- 父鄂伦岱（c.1660s-?），領侍衛內大臣。妻覺羅氏。 其：
  - 胞弟康熙三十三年（1694年）甲戌科进士法海 (清朝)（1671—1737），原任兵部尚書。
  - 胞弟夸岱，承襲一等公，工部尚書。其子領侍衛內大臣榮靖公納穆圖；孙儿嗣存，妻烏拉納喇氏（父镶白旗满洲、文華殿大學士查郎阿）。
- 胞兄雍正癸丑科進士介福。介祿；妻爱新觉罗氏（父(追)肅親王成信，曾祖顯密親王丹臻）。
- 胞姊佟佳氏，嫁正黄旗汉军李據德（故宮058791档案李據德是总督李侍尧隔旗族叔，父李鐸，祖父兵部尚書、湖廣總督李蔭祖，曾祖李思忠 (清朝)；姑母李氏嫁正黄旗满洲、刑部尚书、三等公馬佳氏諾敏 (馬佳氏)）。
- 妻覺羅氏，宗室氏。
- 子元善。妻那穆都爾氏（胞兄正白旗满洲、兩江總督、陜甘總督先福，父康熙辛卯举人、陕西道员岳禮；胞姊那穆都爾氏嫁宗室永雄（父奉恩将军弘㫬，祖父恆溫親王允祺即康熙帝第五子））。孙儿英瑞，安徽撫標中軍參將、世襲騎都尉；妻高氏（父鑲白旗漢軍副都統、世管佐領高廷棟；母尚氏，其父镶蓝旗汉军尚玉音，祖父尚崇圻，曾祖尚之孝）。曾孙繡綸，道光辛卯科舉人、圓明園教習；其子光緒丁丑進士柏壽。
- 子嗣睿（又慈睿），參領兼公中佐領，乾隆十年襲騎都尉加一雲騎尉世职。
- 子慈惠，乾隆三十年襲騎都尉加一雲騎尉世职。孙儿英瑞，乾隆五十一年襲騎都尉加一雲騎尉世职（载《钦定八旗通志：镶黄旗满洲世职》卷279）。
- 女佟佳氏，原配嫁镶蓝旗满洲、骑都尉、果壮公西林覺羅氏鄂實（c.1700s—?）（父一等襄勤伯鄂爾泰（1677—1745）），副都统，殉难于大小和卓之战，授骑都尉；继妻高佳氏（父镶黄旗满洲文定公高斌，胞妹高佳氏封乾隆帝之慧賢皇貴妃）。